# Arámiak
Az arámiak vagy arameusok a sémi nyelvcsaládhoz tartozó arámi nyelvet beszélő ókori nép. Ez Mezopotámiában és a Levantában őshonos etnikai csoport. Az arámok hazáját Arám földjeként ismerték. Ez a terület a mai délkelet-Törökországon, Szírián és Észak-Irakon húzódott. Az arámok az arámi nyelv több modern változatát beszélik. Az arámi egykor világnyelv volt és a Közel-Kelet fő nyelve. Az arámok az elsők között voltak, akik keresztény hitre tértek, és a szíriai (arámi) kereszténységhez tartoztak.

## Történelem
Asszír szövegek az i. e. 14. század óta említik az ahlamú-kat, akik a modern kutatás szerint az arámiak egyik törzsével azonosak. Az arámiak az i. e. 2. évezred végén elhagyták őshazájukat, az arábiai sivatagi lakhelyeiket. Babiloni források az i. e. 11. században gyűjtőnéven aramaja-nak nevezik őket.  A tengeri népek i. e. 1200 utáni vándorlásának következményeit – a korábbi államok bukásával hatalmi vákuum keletkezett – kihasználva Szíriában, Anatólia délkeleti részén és Mezopotámiában telepedtek le. Lassan átvették a térség kereskedelmének irányítását, s az i. e. 8. század elejére nyelvük, az arámi (pontosabban óarámi) lett a térség legfontosabb közvetítő nyelve. A korábban itt beszélt nyelvek feloldódtak benne és összeolvadtak vele, e jelenség egy tipikus képviselője a szamali nyelv. Valószínűleg közeli rokonaik voltak a dél-mezopotámiai kháldok (kháldeusok) – de az asszír források mindig gondosan megkülönböztették őket –, ezek uralkodói dinasztiája alapította meg később az Újbabiloni Birodalmat.
Az arámi törzsek államai a kháldokhoz hasonlóan valószínűleg egy dinasztiaalapító ősről kapták a nevüket és többnyire bít-nek („ház”) nevezték őket. Ilyen arámi törzsi állam volt Bít-Adíni, Bít Gabbar, Bít-Bahiani, bít nélküli nevűek Laqe, Temani, Szuhi. A kháldeusok hatalomra jutó törzsének székhelye Bít Jakíni volt.
A izraelita Szent Írásban első említési helyén Mózeds első könyvének 10. fejezetében a következőket olvashatjuk róluk.
```
 22. Sém fiai: Élám, Assur, Arpaksád, Lúd és Arám.
 23. Arámnak fiai pedig: Úc, Húl, Gether és Más.
```

Arám jelentése (ארם): Felmagasztalás
- Úc törzsnév jelentése (עוץ) Tanácsos, Josephus szerint Trakhónitisz, és Damaszkusz
- Húl törzsnév jelentése (חול) Kezdett, Josephus szerint mai Örményország alapítói
- Gether törzsnév (גתר) , Josephus szerint a mai Baktria alapítói [1]
- Más, Méshekh törzsnév jelentése (משך ,מש) Földműves, Grúzia alapítói (hasonló görög szó azonosítása alapján; georgosz – földműves)

## Az arámi nyelv
Az arámi nyelv körülbelül i. e. 700. és 200. között a korabeli nemzetközi kultúra, az államigazgatás és diplomácia nyelveként terjedt el a Közel-Keleten, egészen Északnyugat-Indiáig, és ebből a pozíciójából csak az i. sz. 7. században szorította ki az arab nyelv. Amikor Babilónia i. e. 586-ban legyőzte a zsidókat, azok a héber helyett az arámit kezdték el beszélni, a héber mint vallásuk szent nyelve maradt meg (Ezra, Jeremiás és Dániel könyveinek egy része az Ószövetségben mindemellett arámi nyelven készült). A perzsák birodalmuk hivatalos nyelvévé az arámit tették. Nagy Sándor hódításait követően a görög kiszorította az arámit, de a görög-római korban továbbra is igen elterjedt volt, Jézus is e nyelven beszélt. A nabateusok, a szamaritánusok és a palmüraiak nyelvei szintén az arámi változatai voltak. A római korban fejlődtek ki az óarámi nyelvből származó középarámi nyelvek, majd a 13. századtól az újarámi nyelvek, amelyeket napjainkban is több százezer ember használ a Közel-Keleten, mindenekelőtt az ajszorik/asszírok, akik etnikai kisebbségként élnek a Kaukázusban (Grúzia, Örményország), Törökország északkeleti, Szíria nyugati, Irak északi és Irán északnyugati részén.